# Paco Flaqué
Francesc Flaqué i Fontanals, más conocido como Paco Flaqué (Olesa de Montserrat, 1935 - Barcelona, 23 de junio de 2012) fue un empresario español, hijo de un pequeño empresario textil.

## Biografía
Desde muy joven entró en contacto con el mundo de la moda. Estudió teórico textil en la Escuela de Artes y Oficios de Tarrasa, título que convalidó en la Escuela de Ingeniería de Tarrasa. En los años sesenta viajó a Londres, donde descubrió las minifaldas de Mary Quant. Al regresar del Reino Unido se instaló en Barcelona e inició una carrera como organizador de desfiles. Poco después, por encargo del diseñador Josep Ferrer, de la zapatería Christian y de la boutique Roura organizó sus primeros desfiles, con chicas en bañador y bikini —toda una revolución para la época—. Personajes como Salvador Dalí eran su público habitual.
En los años 70, Paco Flaqué impulsó en Madrid un certamen de moda prêt-à-porter llamado "Compramoda Española". Poco después, la empresa Coordinadores de la Moda en España (COME), de Juan Antonio Comín y Compramoda Española constituyeron la Unión de Pequeñas y Medianas Empresas de Alta Confección Femenina y durante varios años, presentaron sus colecciones en hoteles de Madrid. Ante el éxito logrado creció el interés de otras empresas creadoras de moda para exhibir conjuntamente, por lo que en 1978 ya crean el I Certamen Salón Moda del Mediterráneo, en las Atarazanas Reales de Barcelona.En 1984 crean la Asociación Gaudí y realizan el primer Salón Gaudí.
Flaqué también estuvo detrás del Salón Pielespaña, centrado en moda de piel. Desde 1995 hasta otoño de 2005 dirigió Moda Barcelona, asociación que agrupaba a la Pasarela Gaudí y un conjunto de salones monográficos. Copresidió el Salón BCN Futur y dirigió el Salón Novia España, la Pasarela Gaudí Novias y el Salón de Anticuarios, entre otros. Además, estaba al frente de Flaqué Internacional, empresa que se dedica a la comunicación, las relaciones públicas y la organización de eventos, y que edita tres revistas profesionales: La Piel, Diva (moda íntima y baño) y Divos (moda infantil).

## Premios y reconocimientos
Durante su larga trayectoria profesional obtuvo destacados galardones, como el Diploma de Honor de Italia (1969) por la divulgación de la moda en el mundo, la Llave de Barcelona (2004), el premio Protagonistas 2002 de Onda Rambla - Cadena Onda Cero, y el premio Galena de la moda (1979) de RNE y TVE . En 2005 recibió la Medalla de Honor de Barcelona.